# Acer rufinerve
Acer rufinerve é uma espécie de árvore do gênero Acer, pertencente à família Aceraceae.